# Cissus forsteniana
Cissus forsteniana är en vinväxtart som först beskrevs av Friedrich Anton Wilhelm Miquel, och fick sitt nu gällande namn av Jules Émile Planchon. Cissus forsteniana ingår i släktet Cissus och familjen vinväxter. Inga underarter finns listade i Catalogue of Life.